# Пемба (Мозамбік)
Пе́мба (порт. Pemba, МФА: [ˈpẽ.bɐ]) — місто в Мозамбіці.

## Назва
- Пе́мба (порт. Pemba, МФА: [ˈpẽ.bɐ]) — сучасна назва.
- По́рту-Аме́лія (порт. Porto Amélia, МФА: [ˈpoɾ.tu ɐ.ˈmɛ.ɫi.ɐ]) — стара назва у 1904—1975 роках.

## Географія
Місто Пемба знаходиться на півночі мозамбіцького узбережжя Індійського океану, у провінції Кабу-Делгаду, на півострові, що знаходиться у затоці Пемба.

### Клімат
Місто знаходиться у зоні, котра характеризується кліматом тропічних саван. Найтепліший місяць — грудень із середньою температурою 27,2 °C (80,9 °F). Найхолодніший місяць — липень, із середньою температурою 22,9 °C (73,3 °F).
| Клімат Пемби            | Клімат Пемби | Клімат Пемби | Клімат Пемби | Клімат Пемби | Клімат Пемби | Клімат Пемби | Клімат Пемби | Клімат Пемби | Клімат Пемби | Клімат Пемби | Клімат Пемби | Клімат Пемби | Клімат Пемби |
| Показник                | Січ.         | Лют.         | Бер.         | Квіт.        | Трав.        | Черв.        | Лип.         | Серп.        | Вер.         | Жовт.        | Лист.        | Груд.        | Рік          |
| Середній максимум, °C   | 30,8         | 30,9         | 30,8         | 30,4         | 29,5         | 28,3         | 27,7         | 27,8         | 28,7         | 29,5         | 30,4         | 30,8         | 29,6         |
| Середня температура, °C | 27           | 27           | 26,8         | 26,2         | 24,9         | 23,4         | 22,9         | 23,7         | 24,2         | 25,6         | 26,7         | 27,1         | 25,5         |
| Середній мінімум, °C    | 23,2         | 23,1         | 22,8         | 22           | 20,3         | 18,6         | 18,2         | 19,6         | 19,8         | 21,6         | 23           | 23,5         | 21,3         |
| Норма опадів, мм        | 146.4        | 156          | 202.2        | 122          | 32.4         | 15           | 11.3         | 7.9          | 2.2          | 11.3         | 41.6         | 124.5        | 872.8        |
| Днів з дощем            | 11           | 10,4         | 12,6         | 9,4          | 3,2          | 2,4          | 1,6          | 1,2          | 0,6          | 1,5          | 3,6          | 8,4          | 65,9         |
| ----------------------- | ------------ | ------------ | ------------ | ------------ | ------------ | ------------ | ------------ | ------------ | ------------ | ------------ | ------------ | ------------ | ------------ |
| Джерело: Weatherbase    |              |              |              |              |              |              |              |              |              |              |              |              |              |

## Населення й економіка
Чисельність населення міста складає 141 316 осіб (за даними на 2007 рік). Пемба — головне місто провінції Кабу-Делгаду, її промисловий і адміністративний центр. Океанський порт, міжнародний аеропорт (регулярні рейси в Йоганнесбург, Дар-ес-Салам, Найробі та ін., а також по внутрішніх Мозамбіцьких лініях). Католицький університет. Населення міста складають в основному представники народностей макуа, маконде і мвані.
Пемба ділиться на дві частини: Старе і Нове місто. Старе — це типове арабо-тубільне поселення зі східним базаром (сук), вузькими кривими вуличками, оточеними баобабовим гаєм. У Новому місті будівлі португальської колоніальної споруди співіснують із сучасними будинками з бетону.
Розвинені рибальська і рибопереробна індустрія, а також торгівля з сусідньою Танзанією, інтенсивний розвиток якої очікується з відкриттям споруджуваного великого мосту через прикордонну річку Рувума. Завдяки наявності чудових пляжів (Praia de Wimbe) і добре розвиненій інфраструктурі швидкими темпами розвивається міжнародний туризм.

## Історія
Пемба відома як торговий пункт на африканському узбережжі починаючи з XIV століття. З XVII сторіччя це португальська торгова факторія. З 1904 року — статус міста, що отримав назви Порту-Амелія — на честь тодішньої португальської королеви. У цьому ж році в Пембі облаштовується правління англо-португальської Компанії Ньяси (Companhia do Niassa). В 1843 році в околицях Пемби відбулося повстання місцевих племен проти португальського панування.

## Релігія
- Центр Пембської діоцезії Католицької церкви.

## Міста-побратими
1. — Авейру, Португалія (1995)[3]